# فهرست گاه‌شماری‌ها
این یک فهرست از گاهنامه‌های رایج و تاریخی است. گاهشماری‌های تاریخی بر حسب فضای فرهنگی و دوران تاریخی به دسته‌های بزرگتری تعلق می‌گیرند. اونیل (۱۹۷۶) گاهشماری‌ها را به صورت زیر گروه‌بندی کرد: گاه‌شماری مصری، گاه‌شماری بابلی، گاه‌شماری هندو، گاه‌شماری چینی و گاهشماری آمریکای میانه.

## گاهشماری‌های تاریخی
- گاه‌شماری آتیکی
- گاه‌شماری بابلی
- گاه‌شماری مصری
- تقویم جمهوری فرانسه
- گاهشماری امپراتوری اینکا
- گاه‌شماری مایا
- گاه‌شماری رومی
- گاه‌شماری اوستایی نو
- گاه‌شماری جلالی

## گاهشماری‌های رایج
- گاه‌شماری بنگالی
- گاه‌شماری هجری خورشیدی
- گاه‌شماری کردی
- گاه‌شماری اتیوپیایی
- گاه‌شماری ارمنی
- گاه‌شماری بربری
- گاه‌شماری میلادی
- گاه‌شماری بودایی
- گاه‌شماری بهائی
- گاه‌شماری خورشیدی تایلندی
- گاه‌شماری ژاپنی
- گاه‌شماری چینی
- گاه‌شماری سریانی
- گاه‌شماری سنتی برمه‌ای
- گاه‌شماری ملی هند
- گاه‌شماری عبری

## استانداردهای گاهشماری و محاسبه زمان
- ساعت هماهنگ جهانی
- ایزو ۸۶۰۱
- سال مالی
- ساعت یونیکس
- روز ژولیوسی
- سال کبیسه